# Rectoris
Genre
Rectoris est un genre de poissons téléostéens de la famille des Cyprinidae et de l'ordre des Cypriniformes. Ce genre se rencontre en Chine et au Vietnam.

## Liste des espèces
Selon FishBase (20 novembre 2016):
- Rectoris longibarbus Zhu, Zhang & Lan, 2012[2]
- Rectoris longifinus Li, Mao & Lu, 2002
- Rectoris luxiensis Wu & Yao, 1977
- Rectoris mutabilis (Lin, 1933)
- Rectoris posehensis Lin, 1935